# 墨田区立緑小学校
墨田区立緑小学校（すみだくりつ みどりしょうがっこう）は、東京都墨田区にある区立小学校。1912年（明治45年）開校である。

## 概要
墨田区の特色ある学校づくり推進校に平成10 - 12年度および平成17、18年度で指定されている。

## 沿革
1911年（明治44年）墨田区緑町2丁目の旧越後長岡藩主邸跡地に校舎を起工し、1912年（明治45年）4月1日に東京市江東尋常小学校として開校した（1週間で東京市緑尋常小学校に改称した）。関東大震災や東京大空襲の大規模な災害で、校舎や学区域が消失するなどの被害に遭って来た。
近年では、子供の数が減少し、場合によっては1クラスになっていた時代（平成7年度以降）もあったが、現在では若干回復している。
校歌は開校と同年の1912年に制定されたもので、阪正臣作詞、島崎赤太郎作曲である。

### 年表
- 1911年 - 校舎を起工する。
- 1912年4月1日 - 東京市江東尋常小学校として開校する。
- 1912年4月8日 - 東京市緑尋常小学校と改名する。
- 1923年9月1日 - 関東大震災により校舎を焼失する。
- 1941年4月1日 - 東京府東京市緑国民学校と改名する。
- 1945年3月10日 - 東京大空襲により、学区域全焼となる。校舎は焼失を免れる。
- 1946年 - 本所、二葉、日進、江東国民学校を統合する。
- 1947年 - 墨田区立緑小学校と改名する。なお、この際二葉小学校を分離、本所国民学校を廃止する。
- 1948年 - 墨田区立外手小学校を分離する。
- 1951年 - 墨田区立江東小学校を分離する（江東小学校は両国小学校に改名される）。
- 1986年4月 - 校舎新築に伴い、現江戸東京博物館となっている更地にプレハブ校舎を建てて移転する。
- 1987年8月 - 新校舎（現校舎）が竣工し、9月から使用を開始する。
- 1989年4月 - 二葉小学校より心障学級が復帰し、「みどり学級」と名付けられる。

## 教育方針
- やさしい子
- かんがえる子
- たくましい子

を育てる事を教育目標としている。

## 学校行事
- 5月 移動教室（粟野自然学園）

## 学区
- 東京都墨田区緑1 - 4丁目

## 交通
- JR総武線 錦糸町駅から徒歩15 - 20分、両国駅から徒歩15分
- 都営地下鉄大江戸線 両国駅から徒歩5 - 10分
- 最寄のバス停は、都営バス錦27系統、両28系統の緑二丁目となる。